# Square de Berlin

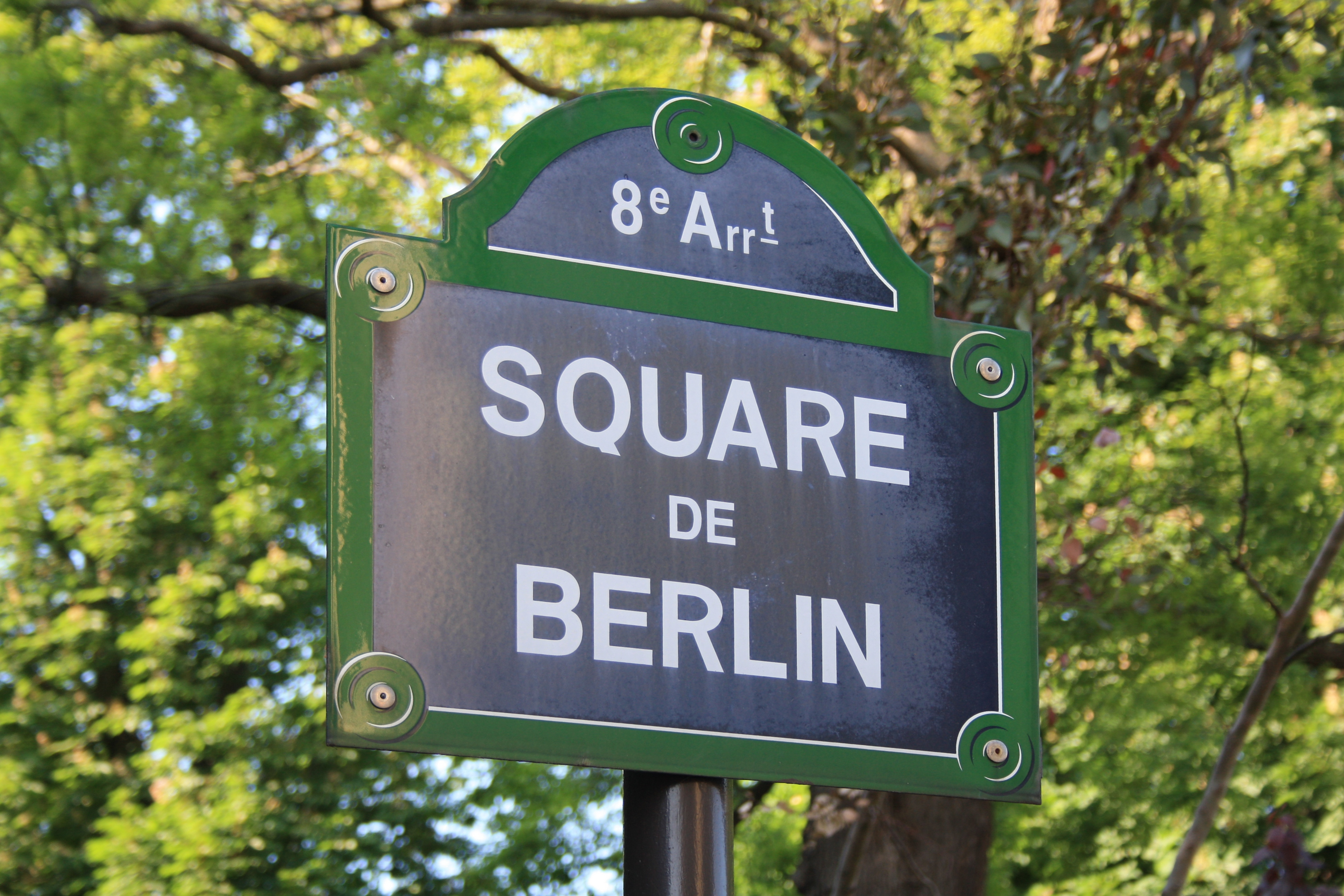
Straßenschild Square de Berlin.

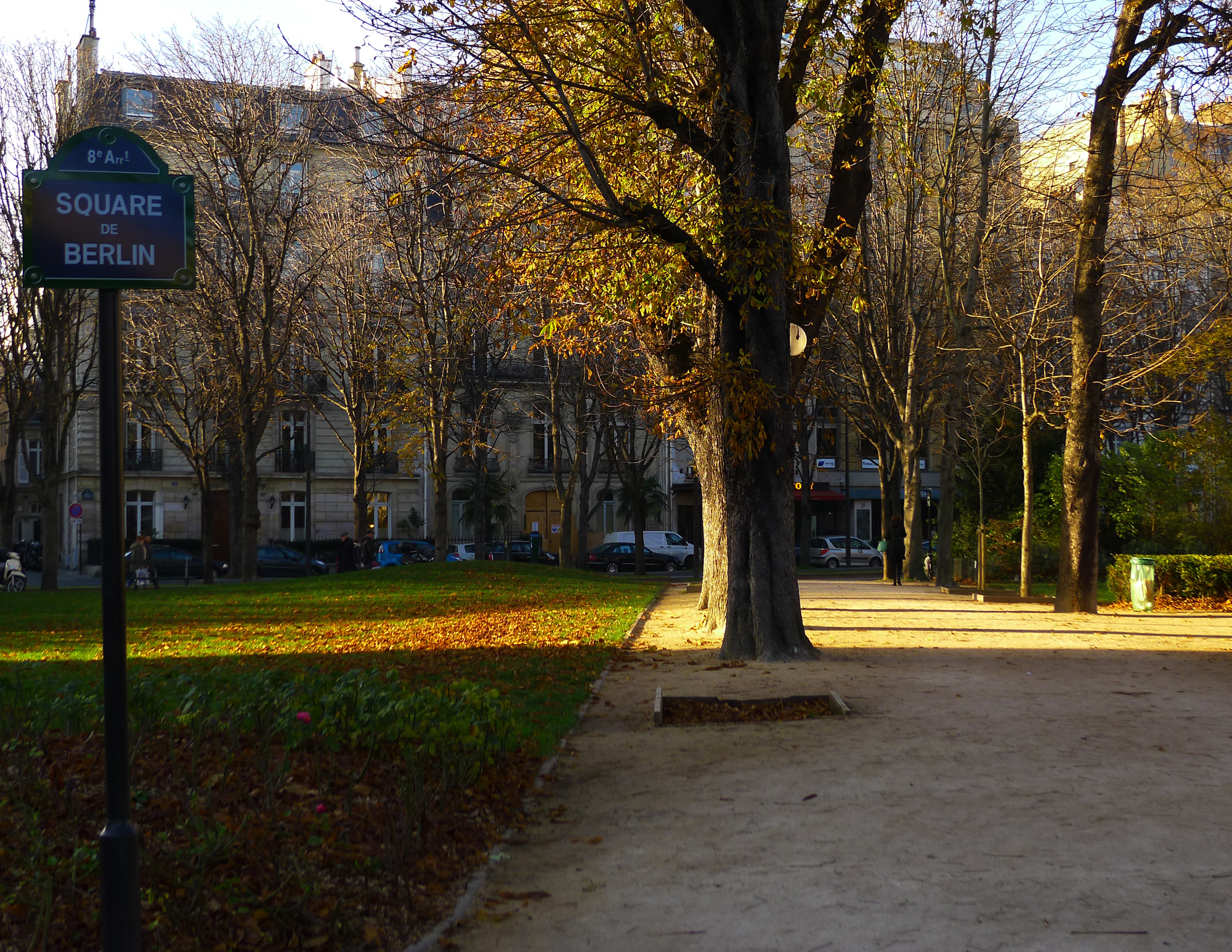
Ansicht des Square de Berlin

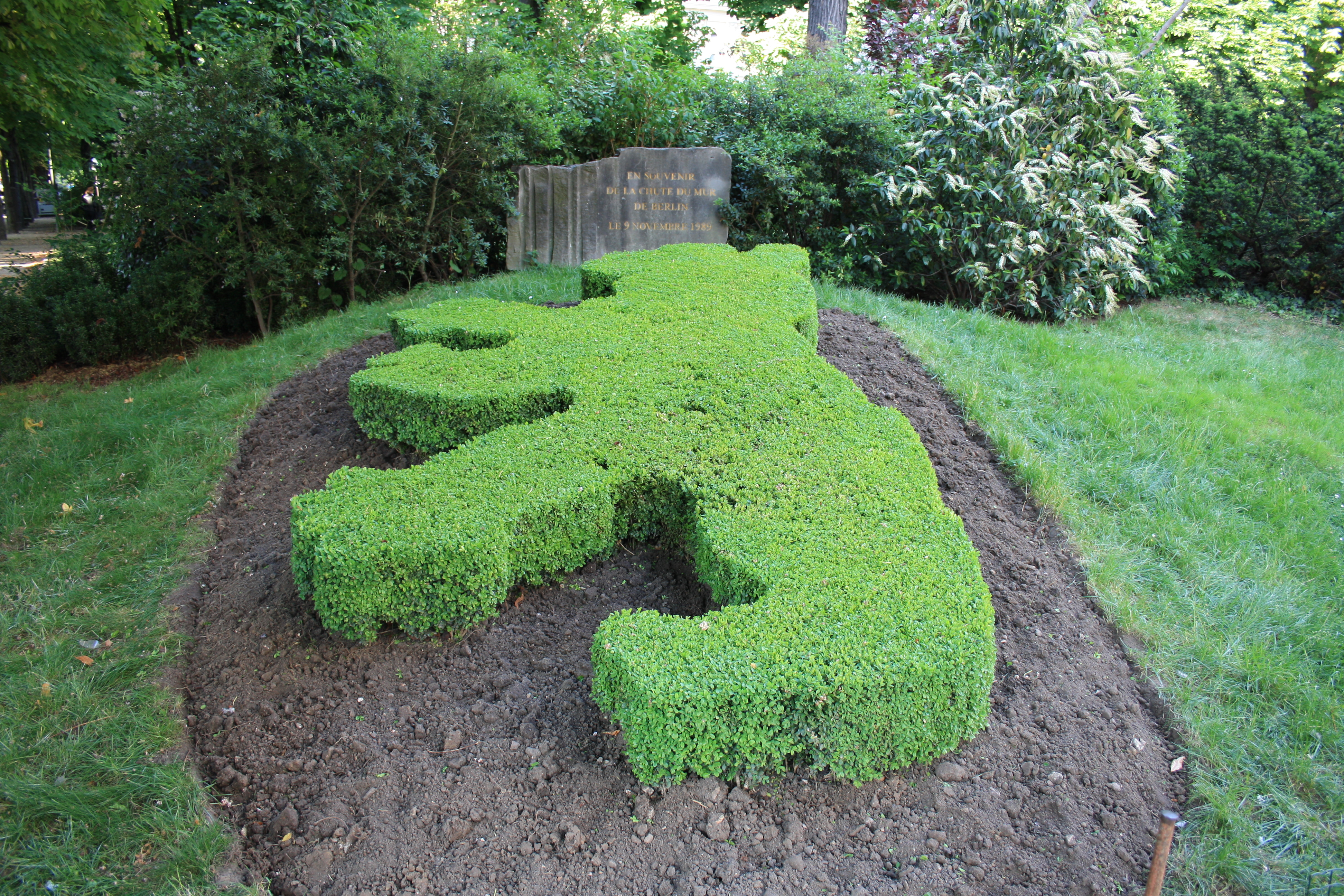
Berliner Bär vor Mauergedenkstein

Der Square de Berlin (deutsch: Berliner Platz) ist eine Grünfläche im 8. Arrondissement von Paris.

## Lage
Der 4.472 m² große Square de Berlin befindet sich im Stadtzentrum von Paris nahe der Avenue des Champs-Élysées. Er hat den Grundriss eines nahezu gleichseitigen Dreiecks. Im Westen wird er begrenzt von der Avenue Franklin-D.-Roosevelt, im Südosten von der Avenue du Général-Eisenhower und im Nordosten von einem namenlosen Fußweg. Dieser trennt den Square de Berlin von der nördlichen Grünfläche, die das Théâtre du Rond-Point umgibt.
Gegenüber, auf der anderen Straßenseite der Avenue du Général-Eisenhower, befindet sich der Westflügel des Grand Palais mit einer Polizeistation und dem Wissenschaftsmuseum Palais de la découverte. Unweit des Square de Berlins befindet sich in der Avenue Franklin-D.-Roosevelt Nummer 15 das Kanzleigebäude der Deutschen Botschaft in Frankreich. Nächstgelegene Station der Métro Paris ist Champs-Élysées – Clemenceau.

## Geschichte
Als 1999 der deutsche Parlaments- und Regierungssitz von Bonn nach Berlin verlegt wurde, beschloss die Pariser Stadtverwaltung die Partnerstadt Berlin mit einem Ort zu ehren. Hierfür wurde eine bisher namenlose Grünfläche im 8. Arrondissement nahe der Deutschen Botschaft ausgewählt und die Namensgebung im Oktober 1999 durch den Pariser Gemeinderat (Conseil municipal) beschlossen. Der Square de Berlin in Paris zeigt dabei Parallelen zum Pariser Platz in Berlin auf, an dem sich die Französische Botschaft in Deutschland befindet. Die Einweihung des Square de Berlin fand am 17. März 2000 in Anwesenheit von Berlins Bürgermeister Eberhard Diepgen und seinem Pariser Amtskollegen Jean Tiberi statt. Die bestehende Grünanlage mit ihrem Baumbestand, Büschen und Rasenfläche erhielt zu diesem Anlass eine neue Beschilderung. Zudem erinnert ein Gedenkstein aus Granit an den Fall der Berliner Mauer und es gibt einen aus floralen Elementen gestalteten Berliner Bären.
Bereits zuvor gab es in Paris eine Rue de Berlin, eine Straße im Quartier de l’Europe, die diesen Namen seit 1826 trug. Zu Beginn des
Ersten Weltkriegs erfolgte die Umbenennung in Rue de Liège, da die gleichnamige belgische Stadt besonders schwer von den Kampfhandlungen betroffen war. Auch bei der 1911 eröffneten Metrostation Berlin erfolgte 1914 eine entsprechende Umbenennung in Liège. Beim Pariser Platz in Berlin gab es hingegen zu keiner Zeit Umbenennungen.